# PES 2013
PES 2013 (sottotitolato Pro Evolution Soccer) è un videogioco di calcio prodotto da Konami, facente parte della celebre serie di PES. Il gioco è stato annunciato ufficialmente il 20 aprile 2012. PES 2013 è stato distribuito in Europa il 20 settembre 2012.
Cristiano Ronaldo è stato confermato come testimonial del nuovo videogioco. Il gioco supportava anche il 3D.

## Modalità di gioco

### Nuove caratteristiche
PES FullControl (PES FC):
È caratterizzato da movimenti più liberi e molto realistici, che assicurerà una esperienza dinamica e ricca di spettacolo. Sono stati migliorati elementi quali il tocco di prima, per un miglior controllo della palla, e tiri e passaggi completamente manuali per una esperienza più realistica.
Player ID:
In PES 2013 le caratteristiche e i movimenti individuali di ogni giocatore saranno evidenziate. I calciatori saranno immediatamente riconoscibili attraverso la loro incredibile somiglianza con le controparti reali e per una serie di caratteristiche, abilità e mosse tipiche. Il modo di scattare, di voltarsi, di stoppare, di tirare e festeggiare un gol, sarà facilmente distinguibile in tutto il gioco. I giocatori dotati di Player ID saranno circa 70. Al momento è stata resa nota una lista provvisoria di giocatori che avranno il Player ID. Fra questi troviamo Buffon, Balotelli, Ibrahimovic, Puyol, Nasri, Neymar, Robben, Di Maria, Cristiano Ronaldo, Messi, Ronaldinho, Kagawa, Neuer, Ribery, Milito e tanti altri.
ProActive AI:
Consiste in una migliore intelligenza artificiale rispetto alle edizioni precedenti, che offrirà un ottimo bilanciamento nelle fasi di attacco e difesa di ogni squadra, con comportamenti realistici da parte dei giocatori in campo.
Inoltre, per la prima volta nella serie, ci sarà la possibilità dell'infortunio del portiere.

### Nuove modalità
Allenamento: le sessioni di allenamento specifico sono una parte essenziale per apprendere il nuovo livello di controllo totale. Una serie di guide “passo passo” accompagnerà il giocatore nel comprendere le principali difficoltà dei passaggi veloci e del tiro completamente manuale, consentendo di perfezionare il controllo sui giocatori secondari, attraverso un miglior controllo con o senza palla e una serie di movimenti per superare il portiere. Se si preferisce allenarsi più' liberamente si può scegliere l'allenamento libero, al' interno del quale si può disputare una partita di allenamento fra titolari e riserve della squadra scelta, oppure allenarsi nei calci piazzati.
Mondo Calciatore: introdotta in PES 2012, la modalità Mondo Calciatore riunisce tutte le sezioni più popolari della serie, come Campionato Master, Diventa un Mito e Campionato Master online. Ognuna di queste modalità è stata migliorata e arricchita di nuove caratteristiche, tra cui nuovi modi per potenziare le prestazioni guadagnando denaro e ingaggiando allenatori speciali per migliorare i punti deboli della squadra, oltre a trasferimenti più realistici e dipendenti da varie motivazioni. I giocatori vorranno essere rassicurati sugli elementi chiave e tenderanno a non accettare trasferimenti in squadre dove vi è troppa concorrenza nel loro specifico proprio ruolo. Nella modalità Diventa un Mito, il giocatore potrà perfino dare indicazioni precise sugli aspetti da migliorare per accettare un eventuale trasferimento nella squadra. Inoltre, sarà possibile acquistare dei gadget e oggetti per il proprio alter ego.
Online: Il Campionato Master online introduce un nuovo sistema di classificazione, chiamato “Classifica rivali”, che individua tutti i giocatori con un livello simile, mentre per quanto riguarda la community, c'è una suddivisione in 240 città in tutto il mondo, con la possibilità di visualizzare i giocatori locali online. È possibile creare campionati e inviare messaggi e sfide. PES 2013 vede il ritorno della sincronizzazione con l'applicazione Facebook myPES, che ora offre ancora più informazioni. Le statistiche delle partite, che includeranno le percentuali di successo, il possesso di palla, ecc., sono ancora più dettagliate, al pari di altri dati, come i capocannonieri, le sequenze di risultati e le statistiche sulle marcature. Tutte queste informazioni possono essere pubblicate sulla propria bacheca di Facebook per vantarsi con gli amici.
Master League: Ci sono due tipi di Master League: una con le squadre europee, un'altra con le squadre sudamericane.
Diventa un Mito: è possibile trasferirsi da una squadra europea a una squadra sudamericana e viceversa con la sola attenzione di vedere le finestre di mercato temporalmente differenti. Si riceveranno in regalo nuove scarpette ogni volta che si diventa migliori in campo di una partita. Inoltre potremo ereditare alcuni punti chiave di leggende che vanno in pensione dopo una partita di tributo.

### Competizioni
Coppe:
- Copa Santander Libertadores
- UEFA Champions League[5]
- UEFA Europa League
- Supercoppa UEFA

Campionati:
 Barclays Premier LeagueUna squadra con licenza (Manchester United), 19 squadre senza licenza, lega senza licenza.
 Ligue 1Tutte le 20 squadre con licenza, lega con licenza.
 Serie A TIMTutte le 20 squadre con licenza, lega senza licenza.
 EredivisieTutte le 18 squadre con licenza, lega con licenza.
 Liga BBVATutte le 20 squadre con licenza, lega con licenza.
 Liga Sagres4 squadre con licenza (Benfica, Braga, Porto, Sporting Lisbona), 12 squadre senza licenza, lega senza licenza.
 BrasilerãoTutte le 20 squadre con licenza, lega senza licenza.
Altre squadre sono disponibili nella sezione del gioco "Altre squadre (Europa)".
Solo nelle versioni per PC, PlayStation 3 e Xbox 360 è presente la PES League.
Questo campionato è formato da 18 squadre immaginarie completamente modificabili e appare nel Campionato Master.
Solo nelle versioni per PC, PlayStation 3 e Xbox 360 è presente la WE League (Campionato D2). Nella versione per PlayStation 2 il Campionato D2 è formato dalle squadre delle "Altre leghe".
Questo campionato è formato da 18 squadre immaginarie e appare nel Campionato Master come seconda divisione. Le squadre sono modificabili interamente. In questa serie le squadre PES United e WE United sono state interamente rinnovate con nuovi giocatori molto più potenti.

## Aggiornamenti

### Patch
Patch 1.01
È stata pubblicata l'11 ottobre 2012 e migliora la parte online del gioco aggiungendo un sistema che funge da scorciatoia per la raccolta dei propri amici attraverso la modalità Comunità in cui è possibile selezionarli automaticamente da un elenco predefinito, massimo fino a 8 giocatori per partita e consente di tenere traccia e di monitorare i propri risultati.
Inoltre introdurrà un sistema di classificazione e nuovi elementi di myPES.
Patch 1.02
È stata pubblicata il 29 novembre 2012 per apportare diverse migliore al gioco. Nella modalità Master League i giocatori non indosseranno più gli scarpini completamente neri, ed è stata inserita l'opzione per disabilitare l'auto-salvataggio. Inoltre sono stati risolti diversi problemi di stabilità nella modalità Modifica e nella modalità Allenamento Specifico. Infine è stato ottimizzato tutto il comparto online.
Patch 1.03
È stata pubblicata il 20 dicembre 2012 per aggiungere la possibilità di fare partite in Comunità 2vs2 e 4vs4, rendere più reattivi la chiamata del fuorigioco e i movimenti dei portieri, e apportare altre lievi migliorie su Player ID, Master League Online e myPES.
Patch 1.04
È stata pubblicata il 25 aprile 2013 per far integrare correttamente il DLC 5.00. La patch inoltre apporta delle migliorie al gameplay e risolve un bug della Master League Online riguardante i portieri in scadenza di contratto, che non risultavano schierabili.

### DLC
DLC 1.00
È stato pubblicato il 20 settembre 2012 per aggiungere tutti gli stadi della Liga Spagnola, i kit completi delle squadre neo-promosse nella Liga (Real Valladolid, Deportivo la Coruña e Celta Vigo) e per aggiornare le maglie di 37 squadre tra cui Olympique Marsiglia, Ajax, FC Porto, Beşiktaş e Corinthians.
DLC 2.00
È stato pubblicato l'11 ottobre 2012 per aggiornare le rose al calciomercato estivo, per aggiungere nuovi scarpini e per aggiornare i kit di alcune squadre. Dopo la pubblicazione però si sono verificati dei problemi riguardanti l'aggiornamento e il team editor di PES ha dovuto bloccarlo e renderlo pubblico correttamente dal 12 ottobre per PS3 e PC, mentre per Xbox 360 solo dal 22 ottobre.
DLC 3.00
È stato pubblicato il 20 dicembre 2012 insieme alla Patch 1.03 per aggiungere 13 nuovi scarpini e 4 nuove esultanze. Inoltre, per la prima volta nella storia dei giochi di simulazione calcistica, viene aggiunto con tanto di volto reale ed esultanza personalizzata un fan di PES 2013: si tratta dello spagnolo Eduardo Morillo che ha vinto l'evento Enter The Game svoltosi a Madrid.
DLC 4.00
È stato pubblicato il 7 marzo 2013 per aggiornare le rose al calciomercato invernale e per aggiungere 8 nuovi scarpini.
DLC 5.00
È stato pubblicato il 25 aprile 2013 per aggiornare la Coppa Libertadores all'edizione 2013, con le divise degli arbitri e il pallone ufficiale della competizione e le 38 squadre che ne fanno parte, comprensive di divise e formazioni aggiornate. Inoltre è stato aggiunto il pallone ufficiale della finale di UEFA Champions League 2013.
DLC 6.00
È stato pubblicato il 21 maggio 2013 per sistemare dei bug della Coppa Libertadores che si verificano dopo l'installazione del DLC 5.00.

## Telecronisti
- Italiano: Pierluigi Pardo e Luca Marchegiani[15]
- Spagnolo: Carlos Martínez e Julio Maldonado "Maldini"
- Francese: Grégoire Margotton e Christophe Dugarry
- Tedesco: Wolff-Christoph Fuss e Hansi Küpper
- Greco: Christos Sotirakopoulos e Georgios Thanailakis
- Inglese: Jon Champion e Jim Beglin
- Spagnolo: Christian Martinoli e Luis García
- Portoghese: Luis Pedro Sousa e Luís Freitas Lobo
- Brasiliano Portoghese: Silvio Luiz e Mauro Beting
- Turco: Hasan Mustan e Ali Kerim Öner

## Colonna sonora
- Savoir Adore - Dreamers
- Vakero - Tu Pai
- El Negro 5 Estrellas - Suename el Timbal
- Rednek - They call me (radio mix)
- Teeth - See spaces
- Imagine Dragons - On Top of the World
- Michel Teló - Ai se eu te pego!
- Oberhofer - Gold
- KONAMI Tracks  - Out of Space
- KONAMI Tracks  - Hopping and Bopping